# Cosmia lutescens
Cosmia lutescens là một loài bướm đêm trong họ Noctuidae.